# House of Usher (film 2008)
House of Usher è film del 2008 diretto da David DeCoteau e liberamente tratto dal racconto La caduta della casa degli Usher di Edgar Allan Poe.

## Trama
Victor Reynolds viene invitato dall'amico d'infanzia ed amante Roderick Usher nella grande casa di famiglia di Roderick. Quando egli arriva 
trova Roderick malato e anche sua sorella Madeline inizia ad ammalarsi. Victor comincia ben presto  ad essere tormentato da visioni spettrali riguardanti gli ex servi di casa Usher che erano stati tutti un tempo amanti di Roderick e che sono tutti misteriosamente morti.
A poco a poco Victor scopre qual è il segreto della casa degli Usher: affinché Roderick e Madeline restino in perfetta salute, la casa necessita di continui sacrifici umani. Victor capisce quindi di essere in grave pericolo.